# Медісон (Алабама)
Медісон (англ. Madison) — місто (англ. city) в США, в округах Медісон і Лаймстоун штату Алабама. Населення — 56 933 особи (2020).

## Історія
Перший з відомих поселенців цього поселення був Джон Картрайт, який приїхав сюди в 1818 році. Він отримав земельну ділянку від федерального уряду в місці, яке спочатку назвали «станція Медісон», а потім просто «Медісон».
Історія Медісона як міста насправді почалася в 1856 році, коли були закладені гілки Мемфісської і Чарльстонської залізничної компанії. У 1858 році суддя Клемонс був одним з перших землевласників тут.
Під час громадянської війни тут 17 травня 1864 року відбувся бій, коли федеральні солдати захопили залізницю.
Відповідно до записів, що зберігаються в Союзі солдатів, у конфедератів було вбито 18 і поранено 55 людей, а у федералів був убитий один, поранені троє, і взято в полон противників.
Наприкінці війни Медісон почав процвітати знову. Нові підприємства були відкриті в 1869 році. У той час слово «станція» було ліквідовано, і місто стало називатися «Медісон».
До 1980 року місто мало населення 4100 жителів. Населення зросло до 14 800 до 1990 року.
Сьогодні, Медісон є одним з найшвидше зростаючих міст на південному сході США, з одним з найвищих доходів на душу населення.

## Географія
Медісон розташований за координатами 34°42′38″ пн. ш. 86°45′44″ зх. д. / 34.71056° пн. ш. 86.76222° зх. д. (34.710533, -86.762280).  За даними Бюро перепису населення США в 2010 році місто мало площу 76,99 км², з яких 76,65 км² — суходіл та 0,34 км² — водойми.

## Демографія
Згідно з переписом 2010 року, у місті мешкало 42 938 осіб у 16 111 домогосподарстві у складі 11 770 родин. Густота населення становила 558 осіб/км².  Було 17203 помешкання (223/км²).
Расовий склад населення:
| - 74,0 % — білих - 14,6 % — чорних або афроамериканців - 7,0 % — азіатів - 0,5 % — корінних американців - 0,1 % — вихідців з тихоокеанських островів - 1,3 % — осіб інших рас |

До двох чи більше рас належало 2,6 %. Частка іспаномовних становила 4,3 % від усіх жителів.
За віковим діапазоном населення розподілялося таким чином: 28,4 % — особи молодші 18 років, 63,4 % — особи у віці 18—64 років, 8,2 % — особи у віці 65 років та старші. Медіана віку мешканця становила 37,0 року. На 100 осіб жіночої статі у місті припадало 97,4 чоловіків;  на 100 жінок у віці від 18 років та старших — 94,1 чоловіків також старших 18 років.
Середній дохід на одне домашнє господарство  становив 110 662 долари США (медіана — 92 960), а середній дохід на одну сім'ю — 128 178 доларів (медіана — 111 688). Медіана доходів становила 89 117 доларів для чоловіків та 44 222 долари для жінок. За межею бідності перебувало 6,7 % осіб, у тому числі 8,9 % дітей у віці до 18 років та 5,6 % осіб у віці 65 років та старших.
Цивільне працевлаштоване населення становило 22 481 осіб. Основні галузі зайнятості: науковці, спеціалісти, менеджери — 23,6 %, освіта, охорона здоров'я та соціальна допомога — 18,5 %, публічна адміністрація — 12,0 %, виробництво — 11,3 %.